# Энгельгардт, Александр Петрович
Александр Петрович Энгельгардт (1836—1907, Санкт-Петербург) — русский военный деятель, учёный-артиллерист. Почётный член Михайловской артиллерийской академии (1900). Генерал-лейтенант (1891). Им был изобретён прибор для безопасной разрядки снарядов.

## Биография
Родился 15 (27) апреля 1836 года.
В службе состоял с 8 августа 1850 года. В 1855 году окончил Михайловское артиллерийское училище, был произведён в прапорщики, затем — в подпоручики с переименованием в прапорщики гвардейской артиллерии. В 1860 году произведён в подпоручики гвардии. Участвовал в Крымской войне. В 1861 году произведён в поручики гвардии.
Окончил Михайловскую артиллерийскую академию и Николаевскую академию Генерального штаба по 1-му разряду.
С 5 сентября 1865 года состоял офицером для особых поручений при Главном артиллерийском управлении. Весной 1867 года был произведён в штабс-капитаны гвардии, а уже в конце лета — в капитаны гвардии; с 30 августа 1870 года — полковник. Оставаясь в Главном артиллерийском управлении, с 1879 года был членом комиссии Главного интендантского управления; с 30 августа 1881 года — генерал-майор.
В начале 1886 года получил назначение инспектором артиллерийских приёмок; с 30 августа 1891 года — генерал-лейтенант. С 4 января 1900 года — почётный член Михайловской артиллерийской академии и Артиллерийского комитета Главного артиллерийского управления.
Умер 5 (18) августа 1907 года в Петербурге.

## Награды
российские
- орден Святого Станислава 3-й степени (1866)
- орден Святого Станислава 2-й степени (1868; императорская корона к ордену — 1870)
- орден Святого Владимира 4-й степени  (1872)
- орден Святой Анны 2-й степени  (1874)
- орден Святого Владимира 3-й степени (1878)
- орден Святого Станислава 1-й степени (1881)
- орден Святой Анны 1-й степени  (1889)
- орден Святого Владимира 2-й степени  (1888)
- орден Белого орла (1894)
- орден Святого Александра Невского (1905)

иностранные
- австрийский орден Франца Иосифа, командорский крест со звездой (1873)
- французский орден Почётного легиона, командорский крест  (1879)
- знак ордена Академических пальм (1884)

## Семья
Был женат на Клавдии Карловне Шейдеман. Их дети: 
- Борис (1877—1962) — председатель военной комиссии Временного комитета Государственной думы
- Георгий (*.12.1886—?)
- Елизавета [2]